# Joseph Corozzo
Joseph Corozzo Sr., detto Jo Jo e Miserable (New York, 1º ottobre 1942 – New York, 4 dicembre 2024), è stato un mafioso statunitense, noto per essere stato il presunto consigliere della famiglia Gambino di New York.

## Biografia
Corozzo nacque a Brownsville, un quartiere di Brooklyn. Suo fratello, Nicholas "Little Nick" Corozzo, sarebbe stato, secondo le autorità, uno dei capi della famiglia criminale Gambino. Joseph aveva anche altri due fratelli: Blaise Corozzo, ritenuto un soldato della stessa organizzazione, e Anthony Corozzo, considerato un affiliato. Joseph Corozzo è inoltre padre di Joseph Corozzo Jr., avvocato penalista attivo a New York.

## Carriera criminale
Joseph Corozzo Sr. iniziò la sua attività nella famiglia Gambino come responsabile di furti di camion merci. Si guadagnò il soprannome di "Miserable" (il Miserabile), pare a causa di un disturbo bipolare di cui soffriva. Nel 1971 fu incarcerato per oltraggio alla corte, dopo essersi rifiutato di rispondere alle domande di un gran giurì sull’attività della criminalità organizzata.
Nel 1992, durante il processo contro il boss John Gotti, intentato ai sensi del Racketeer Influenced and Corrupt Organizations Act (RICO), l’FBI - grazie alla testimonianza di Salvatore Gravano - identificò Corozzo come un caporegime di rilievo nella famiglia Gambino. Nello stesso anno, Corozzo assunse il ruolo di consigliere, subentrando a Frank LoCascio, condannato all’ergastolo.
Il 24 novembre 1992, Corozzo venne incriminato a New York con l'accusa di dirigere una banda specializzata in sequestri di camion, una rete clandestina di scommesse ippiche e un giro di usura. Successivamente, il 30 maggio 1994, fu nuovamente accusato a New Orleans per racket legati all'infiltrazione mafiosa nell’industria delle videopoker in Louisiana.
Il 20 maggio 1995, Corozzo fu assolto da tutte le accuse nel processo di New York. Tuttavia, l’8 settembre dello stesso anno, si dichiarò colpevole di cospirazione nel procedimento di New Orleans, nell’ambito di un patteggiamento. Fu così condannato a tre anni di reclusione federale, da scontare nel Federal Prison Camp Montgomery, presso la Maxwell Air Force Base in Alabama.
Nel 2003, Michael "Mikey Scars" DiLeonardo testimoniò che Arnold "Zeke" Squitieri ricopriva la carica di sottocapo e che John "Jackie Nose" D'Amico e Nicholas Corozzo gestivano le operazioni quotidiane della famiglia. Joseph Corozzo, invece, era colui che prendeva le decisioni finali. DiLeonardo aggiunse che questi uomini detenevano il controllo effettivo della famiglia Gambino fin dagli anni Novanta.

## Arresto e condanna
Il 7 febbraio 2008, Corozzo fu nuovamente incriminato nell’ambito dell’Operazione Old Bridge, un’importante offensiva contro la famiglia Gambino. Le accuse a suo carico comprendevano numerosi reati legati al traffico di droga e l’estorsione di denaro da un’azienda di trasporti di Staten Island, gestita dall’imprenditore Joseph Vollaro. Il 5 giugno 2008, a seguito di un patteggiamento, il governo decise di ritirare tutte le accuse di narcotraffico contro Corozzo, il quale si dichiarò colpevole di associazione a delinquere di stampo mafioso. Fu così condannato a 46 mesi di carcere federale, la pena minima prevista dalle linee guida.
Il 1º gennaio 2011, a soli cinque mesi dalla sua prevista scarcerazione, Corozzo venne nuovamente incriminato in un’operazione dell’FBI che portò all’arresto di oltre 100 presunti membri e affiliati della mafia. Questa volta, le accuse riguardavano il traffico di cocaina, marijuana ed ecstasy. Il 19 settembre 2012, fu condannato a cinque anni di reclusione federale.
Corozzo scontò la pena presso il Federal Correctional Institution di Fort Dix, in New Jersey, una struttura a bassa sicurezza. Nell’ottobre 2015, fu trasferito in un centro di reinserimento a Brooklyn e, infine, fu rilasciato il 5 gennaio 2016.

## Morte
Joseph Corozzo è morto il 4 dicembre 2024, all’età di 82 anni.